# Traukutitan
Traukutitan – rodzaj zauropoda z kladu Titanosauria żyjącego w późnej kredzie na terenach dzisiejszej Ameryki Południowej. Gatunkiem typowym jest T. eocaudata, którego holotypem jest niekompletny szkielet oznaczony MUCPv 204 (z zachowanymi obiema kośćmi udowymi oraz trzynastoma kręgami ogonowymi z przedniej i środkowej części ogona) odkryty w osadach formacji Bajo de la Carpa (podgrupa Río Colorado, grupa Neuquén) w argentyńskiej prowincji Neuquén. Salgado i Calvo (1993), którzy jako pierwsi opisali kości okazu holotypowego T. eocaudata, stwierdzili, że zachowały się też fragmenty kości łonowej; jednak Juárez Valieri i Calvo (2011) nie byli w stanie tego potwierdzić, gdyż nie udało im się znaleźć tych fragmentów w magazynie Uniwersytetu Comahue. Od innych zauropodów T. eocaudata odróżnia współwystępowanie: przednich kręgów ogonowych z silnie przodowklęsłymi (procelicznymi) trzonami kręgów, których wysokość jest większa niż ich szerokość; półpionowej blaszki kostnej łączącej przedni wyrostek stawowy kręgu z górnym wyrostkiem poprzecznym kręgu (prezygodiapophyseal lamina), przy brzuszno-tylnym ustawieniu wyrostka poprzecznego na pierwszym kręgu ogonowym; pojedynczego, głębokiego, skierowanego brzusznie otworu u podstawy wyrostka poprzecznego; a także środkowych kręgów ogonowych, których szerokość jest większa niż ich długość, z trzonami kręgów jednocześnie przodowklęsłymi i spłaszczonymi na tylnej powierzchni. Budowa kręgów i kości udowych T. eocaudata dowodzi zdaniem autorów jego opisu, że był on przedstawicielem kladu Titanosauria bliżej spokrewnionym z przedstawicielami rodziny Titanosauridae niż bazalny rodzaj Andesaurus. Budową kręgów ogonowych Traukutitan najbardziej przypomina rodzaje Malawisaurus i Mendozasaurus, które cechowały się przednimi kręgami ogonowymi z silnie przodowklęsłymi trzonami oraz środkowymi kręgami ogonowymi z umiarkowanie przodowklęsłymi lub płaskimi (platycelicznymi) trzonami. Podobieństwo to może być dowodem bliskiego pokrewieństwa tych trzech rodzajów; z analiz kladystycznych przeprowadzonych przez Calvo i współpracowników (2007) oraz Gonzáleza Rigę i współpracowników (2009) wynika, że rodzaje Malawisaurus, Mendozasaurus i Futalognkosaurus tworzą klad siostrzany do kladu obejmującego wszystkich pozostałych przedstawicieli Titanosauridae, którego przedstawicieli (poza opistocelikaudią) charakteryzowały przodowklęsłe trzony zarówno przednich, jak i środkowych kręgów ogonowych. Ponieważ T. eocaudata budową podstawy łuków kręgowych i wyrostków poprzecznych kręgów ogonowych przypomina rodzaje Futalognkosaurus i Mendozasaurus, Juárez Valieri i Calvo (2011) sugerują, że mógł on być przedstawicielem obejmującego te dwa rodzaje (i być może także rodzaj Puertasaurus) kladu Lognkosauria.